# Tour Down Under 2007
Die 9. Jacob’s Creek Tour Down Under fand vom 16. bis 21. Januar 2007 statt. Das Radrennen wurde in sechs Etappen über eine Distanz von 667 Kilometern ausgetragen. Hinzu kam ein 50 Kilometer langer Prolog, dessen Ergebnis jedoch nicht in die Gesamtwertung einbezogen wurde.
Die Tour Down Under 2007 war, wie traditionsgemäß in den vergangenen Jahren, das erste hochkarätige Rennen in der Saison 2007. Es war Teil der UCI Oceania Tour 2007 und in die höchste Kategorie 2.HC eingestuft. Das Rennen begann mit einem Kriterium in Adelaide, dem Jacob’s Creek Down Under Classic. Auch die letzte Etappe wurde auf dem Adelaide City Council Circuit ausgetragen.
Gesamtsieger wurde der Schweizer Martin Elmiger.

## Etappen
| Etappe      | Tag        | Start – Ziel                              | km  | Etappensieger     | Gesamterster   |
| ----------- | ---------- | ----------------------------------------- | --- | ----------------- | -------------- |
| TDU Classic | 16. Januar | Adelaide Jacob’s Creek Down Under Classic | 50  | Mark Renshaw      |                |
| 1. Etappe   | 17. Januar | Mawson Lakes – Tanunda                    | 152 | Karl Menzies      | Karl Menzies   |
| 2. Etappe   | 18. Januar | Mannum – Hahndorf                         | 150 | Steven Caethoven  | Karl Menzies   |
| 3. Etappe   | 19. Januar | Stirling – Victor Harbor                  | 128 | Baden Cooke       | Karl Menzies   |
| 4. Etappe   | 20. Januar | Willunga – Willunga                       | 147 | Pieter Ghyllebert | Martin Elmiger |
| 5. Etappe   | 21. Januar | Adelaide City Council Circuit             | 90  | Robbie McEwen     | Martin Elmiger |